# Hymn to the Immortal Wind
Hymn to the Immortal Wind är det femte studioalbumet av den japanska postrockgruppen Mono, utgivet den 24 mars 2009. Produceradet av den amerikanska musikern Steve Albini som är känd från banden Big Black och Rapeman.
En orkester på drygt 30 musiker medverkar på albumet. Instrument som använts är bland annat cello, fiol, klockspel och elgitarr.

## Låtlista
All musik komponerad av Mono.
1. Ashes in the Snow –   	11:46
2. Burial at Sea –   	10:39
3. Silent Flight, Sleeping Dawn –   	6:00
4. Pure as Snow (Trails of the Winter Storm) –   	11:26
5. Follow the Map –   	3:56
6. The Battle to Heaven –   	12:51
7. Everlasting Light –   	10:23

## Medverkande
Mono
- Takaakira Goto – sologitarr
- Yoda – kompgitarr, hammondorgel
- Tamaki Kunishi – elbas, piano, cembalo, klockspel
- Yasunori Takada – trummor, timpani, cymbaler, klockspel